# Stillmore
Stillmore é uma cidade  localizada no estado americano de Geórgia, no Condado de Emanuel.

## Demografia
Segundo o censo americano de 2000, a sua população era de 730 habitantes.
Em 2006, foi estimada uma população de 762, um aumento de 32 (4.4%).

## Geografia
De acordo com o United States Census Bureau tem uma área de 8,3 km², dos quais 8,2 km² cobertos por terra e 0,1 km² cobertos por água. Stillmore localiza-se a aproximadamente 80 m acima do nível do mar.

## Localidades na vizinhança
O diagrama seguinte representa as localidades num raio de 20 km ao redor de Stillmore.